# جيولوجيا الصومال

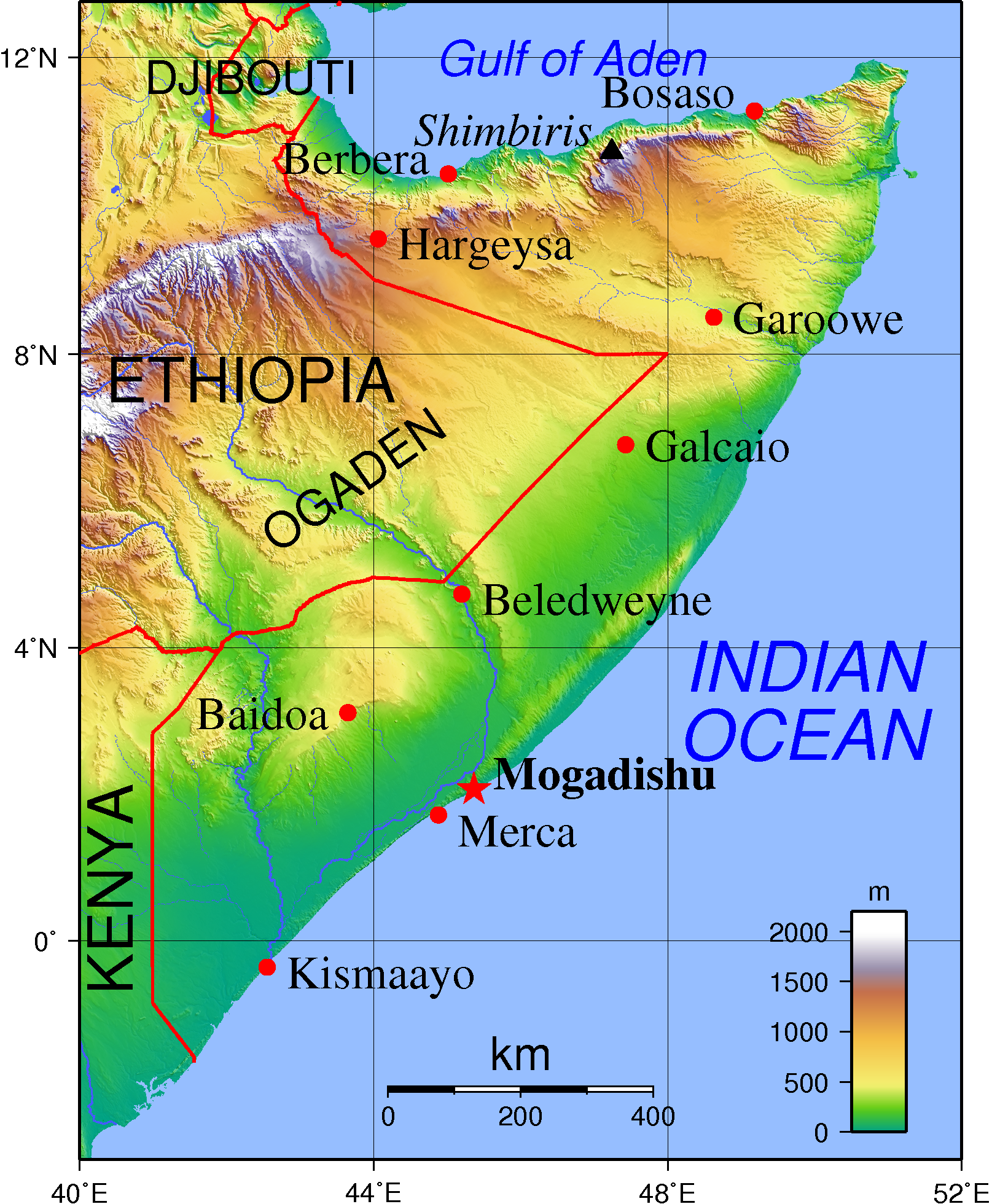
طوبغرافية الصومال

يعد التوزيع الحالي للماء واليابس في الصومال يختلف بشكل كبير عما كان عليه في الأزمنة الجيولوجية القديمة، وليس هناك أدلة على ذلك من وجود كميات ضخمة من الأصداف البحرية في صحاري الصومال بعدة مناطق متباعدة عن المحيط الهندي، وعلى مستويات تعلو كثيرا عن مستوى سطح البحر، وهذا يدل على أن مياه البحر كانت في وقت ما تغطي الأراضي الصومالية وتنحصر عنها لتعود فتغمرها مرة أخرى .

## جيولوجية المنطقة
تتشكل بنية الصومال من قاعدة أركية وصخور من الزمن الجيولوجي الثاني والثالث والرابع على النحو التالي :

### ما قبل الكامبري (الأركي)
يحتمل أن تكون القاعدة الأساسية لبنية الصومال تتكون من صخور القاعدة الأفريقية القديمة، وهي من أقدم صخور القشرة الأرضية، فقد كانت تشكل جزء من قارة جوندوانالاند التي قد تعرضت في بداية التاريخ الجيولوجي لحركات تكتونية باطنية قوية أدت إلى تقسيمها إلى عدة أجزاء والتي هي موجودة حاليا في وسط أفريقيا والجزء الشمالي الشرقي لأمريكا الجنوبية وغرب أستراليا وبعض جزر جنوب شرق آسيا.
تعتبر صخور هذه القاعدة الأركية مكونة في الأساس من الجرانيت والديورايت، وهي متواجدة في الصومال على أفق بامتداد ما بين الغرب إلى الشرق في الإقليم الشمالي من دولة الصومال، وتغطيها صخور أحدث منها.
تظهر هذه التكوينات الما قبل الكامبري مكشوفة على سطح الأرض في المناطق التي تعرضت لعوامل التعرية مثل التي على الواجهة الشمالية للنطاق الجبلي بمنطقة عدا التي تقع بين دائرتي عرض 30‘ 46º شرقا و 45‘ 46º شرقا (بالنسبة لخط الطول).
كما أنه يصعب تحديد مساحة القاعدة الأركية في الأراضي الصومالية في الوقت الحاضر لتعرضها للتقلبات الأرضية والاندفاعات الهائلة لكتل الصهير مما أدى إلى تواجد صخور نارية ومتحولة وهي صخور متبلورة تخلو من الحفريات .
ومما يزيد مشكلة تقدير مساحة القاعدة الأركية في أرض الصومال أن غالبية الدراسات الجيولوجية كانت في مناطق محدودة وتهدف إلى البحث عن النفط، وبالإضغفة إلى أن الكثير من الأراضي لم يُمسح جيولوجياً، وهذا بالإضافة إلى أن صخور القاعدة غالبا ما توجد ضمن تكوينات جديدة كالنيس والشست التي أصلها صخور رسوبية ثم تغيرت بفعل الضغط والحرارة والالتواء، بالإضافة لتدخل كتل من الصهير فيما بينها وذلك على أعقاب ملايين السنين مما أدى إلى فقدان الحفريات والخصائص التي ترسبت فيها.

### صخور الزمن الأول
تكاد تكون التكوينات الخصرية للزمن الأول مختفية من أرض الصومال. وقد يكون هذا أما لأنها أزيلت بفعل عوامل التعرية قبل الزمن الثاني أو أن بعضها أختفى تحت تأثير تكوينات أحدث.
الأدلة المثبتة علميا تشير إلى وجود رواسب العهد الترياسي في مناطق محدودة المساحة ومُفرقة، وهي من خصور رملية نادرا ما تكون من الحمم، وتوجد مرتكزة على القاعدة الأركيه في عدد كبير من المواقع .
كما أنه تشير الأدلة الثابتة علميا في الوقت الحاضر إلى أن الأراضي الصومالية ظلت خلال العصر الأول يابسة مرتفعة ولم تتعرض لغزو بحري إلا في النطاق الهامشي للإقليم الشمالي .

### صخور الزمن الثاني
تتواجد صخور هذا الزمن في مساحات كبيرة في غرب الصومال وبمنطقة بوراما خاصة، كما انها تنتشر في وسط الإقليم بالجهات المنخفضة، وتغطي صخور القاعدة الأركية.
يوجد مقطع كامل لصخور العصر الجوارسي في بهندولا ، وهذه الصخور مكونة من صفائح طينية رقيقة، ومن الحجر الجيري، ويمكن مشاهدتها في قيعان أنهار جوبا وشبيلي في أعاليها، وكذلك في مناطق الانكسارات أو على حافات الصخور القاعدية .
وتظهر صخور العصر الجوارسي في نظام طبقي في المناطق الشمالية الشرقية من الصومال، وهي تتابع مع صخور رملية ومارل وحجر جيري وشرائح طينية، وقد تظهر عارية على سطح الأرض كما هو الحال في المنطقة المتدة من أسكا بادو، ودردوا 48 - 9º شمالا، 50 - 41º شرقا إلى 3º شمالا، 44º شرقا .
وقد تم العثور على تكوينات زيتية محلية في رواسب هذا العصر بوسط الإقليم الشمالي والمنطقة الممتدة في جالكعيو إلى هوبيا ولكن لم يتم الانتفاع بها بعد، ويمكن أن تقرر أن المحيط الجوارسي كان ممتدا حتى أعلى نهر جوبا وشبيللي بدليل ما تم بيانه من الحفريات في الصخور الجيرية المنتشرة في هذه المناطق .

#### عصر الكرتاسي
قد تكون تكوينات عصر الكرتاسي تعلو على صخور العصر الجوارسي مباشرة أو على صخور ما قبل الكامبري (الأركية)، أو صخور العصر الترياسي في عدم انتظام طبقي .
وصخور العصر الكرتاسي الأدنى مكونة من صخور رملية تخلو من الحفريات، وتسمى الخرسان النوبي، وهي أحجار رملية وكوارتز، وتشغل مساحة كبيرة في غرب ووسط الأراضي الصومالية، ويمكن مشاهدتها في نظام طبقي من الأحجار الرملية الحمراء على المرتفعات الجبلية لجبال هدود شابل.
أما بالنسبة لصخور عصر الكرتاسي (الرملي) الأعلى فهي تتكون من صفائح رقيقة وحجر جيري ومارل في سمك متزايد في الكبر في ترسيب طبقات أسمك من الصخر الجيري البحري، وهذه التكوينات توجد إلى الشرق والجنوب من كارن وانكاهور أسفل تكوينات طبقة من صخور نوبية وأحجار جيرية صفراء، وقد يصل سمك الطبقة ما بين 10 إلى 200 قدم . وهذه التكوينات السميكة هي سبب ارتفاع جبل الهيلز، كذلك النطاق الجبلي الرئيسي في الإقليم الشمالي.

### عصرالأيوسين
تغطي صخور هذا العصر مساحة كبيرة من الإقليم، وهذا لتعرض شبه الجزيرة الصومالية لحركة هبوط عظيمة أدت إلى زيادة عمق البحر الأيوسيني إلى الداخل في اتجاه شمالي غربي، وترسيب طبقات سميكة استمرت عدة ملايين من السنين، ثم أحدثت حركة ارتفاع الإقليم فتم انحسار البحر الأيوسيني وظهرت طبقات فوق سطح البحر، وبعد ذلك تعرضت لعوامل تعرية وانكسارات، فكان من الصعب تحديد منطقة البحر الأيوسيني قديما، بسبب أن الانكسارات والالتواءات ساعدت التعرية على إزالة رواسيب هذا العصر في أماكن عديدة أو على اختفائها .
وتتكون طبقات الأيوسين الأدنى من حجر جيري وصلصال، وهي في الغالب مكونة من كتل كبيرة من الدوليت تغطي صخور العصر الكرتاسي وعلى أشكال طبوغرافية، ذات رمال تميل إلى الحمرة وقد يصل الانحدارات إلى 100 قدم.
ويوجد مقطع كامل لصخور عصر الأيوسين الأدنى في منطقة ايل أهاجي ذات طبقات منتظمة جيرية تميل إلى البياض .
وقد نشطت عوامل التعرية في تشكيل تكوينات الأيوسين فظهرت أشكال على هيئة تلال مخروطية وخوانق رئيسية كما يظهر في ناس هابلاد قرب هرجيسة وتغطي سطح الأرض .
في الشمال الشرقي للصومال تتواجد طبقات الأيوسين الجافة في محور جنوبي غربي متجهة شمالي شرقي تتابع مع امتداد البحر الأحمر وهو محور بولهار بوهتليه حيث تم أخذ مقطع كامل له على ارتفاع 100 قدم وهذا الارتفاع لهذه الطبقات يرجع إلى حركة الرفع من أسفل إلى أعلى على طول الحد الشرقي في البحر الأيوسيني الأدنى، ثم تتابعت عملية الترسيب الصخور الأيسونية الملفوفة أو المسطحة، وهي في جملتها صخور جافة أو من حجر جيري رفيق السمك .
وقد تمت رؤية انتظام الترسيب على عدد من القمم التلالية ومناطق الفوالق وحيث المجاري المائية الدائمة، والصخور الأيسونية السفلى في العواد الصالحة لأعمال البناء .
وقد تم العثور على تكوينات زيتية في مصائد عدسية لصخور جافة في منطقة لاس عانود غير أنها لم يتم استغلالها اقتصادياً بعد.
أما بالنسبة لصخور عصر الأيوسين الأوسط فتغطي المنطقة الشمالية الشرقية (مجرتينيا ومدق) وتظهر بشكل طبقات جيرية على جوانب وادي نوجال ومنطقة بوران، ولصخور الأيوسين الأوسط مقطع كامل في دابان جنوب شرق بربرة .
صخور عصر الأيوسين في العموم صلبة تغطي منطقة ساول هود والجزء الشرقي من الأراضي المحجوزة، أما في اتجاه محور بلهار بوهتليه فهضبة هود تميل الصخور إلى أن تتحول فيها إلى صخور رملية، وهي تمثل الحد الشمالي للأحجار الجيرية التي تغطي مساحة كبيرة من الإقليم الجنوبي.
وعلى صخور الأيوسين الأوسط تجري مجموعات من الأخوار المائية الفصلية القزمية التي لا تصل إلى البحر، كما أن رمال الأيوسين الأدنى يصعب تمييزها من الصخور السفلى التي هي على هيئة طبقات من نوبية كرتاسية.

#### عصرالأليجوسين
تظهر صخور عصر الأليجوسين في أعلى طبقات منطقة دابان وكذلك في المدرجات البحرية الشاطئية .
تعرضت تكوينات الأليجوسين لعوامل التعرية والتفتيت التي أدت لتكوين الكثير من الحصى الصلد والصوان، وقد نقلتها عوامل التعرية لمسافات بعيدة فترسبت في المنخفضات في تجمعات كثيرة، وكذلك عند مصبات الأنهار.
في العادة تظهر صخور عصر الأليجوسين أعلى الصخور الأيسونية وقد تتداخل معها في الوضع مما جعل من الصعب تحديد البحر صخور نوبية كرتاسية.

#### عصرالميوسين
في هذا العصر الجيولوجي لم يتقدم البحر بمستوى كبير، فقد كان بعيدا عن اليابس، ولتكوينات عصر الميوسين مقطع كامل في منطقة دوبار ولكنه غير منتظم الطبقات بسبب تداخله مع صخور أخرى أقدم منه. وصخور الميوسين من جير ورمل وصلصال وتحتوي على أصداف بحرية، وقد تكون الصخور بيضاء أو صفراء، ويغطيها في بعض الأحيان صخور جيرية حديثة، وتعتبر صخور الميوسين شاطئا قديما لخليج عدن، وهي من أحجار مرجانية تسمى الشعب الصخرية أو صخور البحر .
وتوجد أحيانا مدرجات ميسونية تحصر فيما بينها بحيرات ساحلية في بعض المناطق .

### صخور الزمن الرابع (عصرالبلايوسين)
بدأت تكونيات عصر البلايوسين في صورة طبقات حجرية متتالية في الفترة التي كانت تتكون فيها طبقات عدن البركانية من بازلت وريوليت . ومن المرجع أنها استمرت بعد ذلك، وكونت قمما مسطحة من البازلت الأسود الذي يغطي سلاسل التلال، وقد تم تآكلها بفعل التعرية أو تم اخفائها تحت صخور أحدث، وتتواجد تلك الصخور بشكل مكشوف في المناطق الشمالية للإقليم الشمالي .
ويلاحظ أن الأحجار الصغيرة التي تم تكوينها بعد طبقات عدن البازلتية تحولت إلى سهول رسوبية من طمي ورمل، وتنتشر بطول الساحل في مستويات مختلفة، وتتكون على صورة شعاب وصخور مرجانية ورمال .
ويلاحظ أيضا أن التجمعات الرملية ذات اللون الأحمر تحوي أكسيد الحديد، وقد تظهر هذه التكوينات على سطح الأرض مكونة رواسب، ومن المشاهد أيضا أن المجموعات السفلى من طبقات عصر البلايوسين ذات حفريات من أصل بحري، على حين أن المجموعا العليا من أصل قاري بفعل الأنهار، وأحيانا بفعل التعرية الهوائية .
كذلك الصخور البازلتية تغطي سهل زيلع بأكاسيد بركانية بما تحوي من ريوليت وكوارتز ومصهورات بركانية، وكانت هذه الذرات الدقيقة من الأسباب التي حالت دون استغلال منطقة زيلع في الزراعة لصعوبة التصريف لقنوات سهل زيلع .
وفي وادي هرجيسة توجد طبقات من الطين تسمى مالاس وهو من المارل الأبيض ويستعمله الصوماليين في تبييض الشعر. وهذا المارل قد تكون من مفتتات الصخور الأيسونية، كما هو الحال في أعلى أودية هرجيسة، وقد تجمع كثير من المفتتات في قيعان الأودية مما منع تسرب المياه إلى باطن الأرض وقد تكونت هذه المفتتات المتجمعة من الملح الصخري الأبيض، ومن المرجع أن أصله من الصخور الكرتاسية التي تكون الوادي .

## الحركات التكتونية الباطنية وأثرها

صورة توضح فالق شرق افريقيا

تعد الحركات التكتونية العامة لها اتصال بتكوين خليج عدن (في اتجاه من الغرب إلى الشرق) وكذلك تظهر أثارها في اتجاه فالق البحر الأحمر من الشمال الغربي إلى الجنوب الشرقي في أراضي الصومال.
- حركة تكتونية أرضية اخترقت رواسب العصر الجوراسي في الأجزاء الوسطى من الصومال، ومن المحتمل أن يكون قد تبعها انكسارات في أوائل العصر الكرتاسي . وخلال هذين العصرين تتابعت عوامل التعرية الجوية والبحرية

ومن المحتمل أن يكون البحر الأيوسيني قد غطى البلاد كلها عدا منطقة بوراما، فخلال عصر الأيوسين تراجع البحر في اتجاه شمالي شرقي، ثم عاد مرة أخرى فغطى الأجزاء الجنوبية الغربية في عصر الأيوسين الأوسط .
- الانكسار الكبير الذي رفع حافات خليج عدن (الأخدود الإفريقي العظيم وغيره) تبعه اندفاعات في صخور الأيوسين الأوسط نتيجة لحركة رفع من أسفل إلى أعلى لنطاق الجبال الرئيسية في الإقليم الشمالي، غير ان هذه الارتفاعات تعرضت للتشقق والانكسارات في مناطق الضعف حيث الانخفاض الحوضي الذي تكون في العصر الجوارسي، وكان خط الانكسار على طول انكاهور وايشه ووريج ونوجال (شمالي غربي-جنوبي شرقي) .
- في جنوب انكاهور حدثت حركة رفع باطنية أظهرت سلاسل الجبال التي تمثل منطقة الاتصال لجبال الهيلز عبر قمة ايشه، وذلك إلى الشمال من هضبة هرر، وكذلك الحال لجبل جوليس المرتفع وإلى الجنوب يوجد عدد من الانكسارات قد يكون ذلك لاندفاع الصخور الجافة في عصر الأيوسين الأوسط التي ترجع إلى حركة رفع حدثيت في الجنوب.
- آخر حركة تكتونية حدثت في عصر الميوسين ونتج عنها ظهور الشعاب المرجانية، وارتفاع الصخور إلى نحو ألف قدم فوق سطح البحر، مما أدى إلى ارتفاع مصبات الأنهار، وتآكل المدرجات الحصوية، وكسح السهول البازلتية أي إزالتها، وما زال أثر الارتفاع في زيلع وجيبوتي ممثلا في الصخور المرجانية، فأية حركة رفع مهما كانت بسيطة لا بد أن يتبعها نشاط للتعرية وتغير في النظم المائية للأنهار.

## التربة وأنواعها
ان التربة التي هي في الاصل مكونة من فتات صخور المنطقة ذاتها (يقصد التربة المحلية) أو التي نقلتها عوامل التعرية (التربة المنقولة) تختلف من جهة إلى أخرى من حيث حجم الحبيبات التي تتكون منها. فالتربة الرملية والحصوية تكون ذات حبيبات كبيرة مما يسهل نفاذ الماء فيها. والتربة الطفلية حبيباتها أدق ومسامها أقل وأقدر على حفظ الماء. والتربة الطينية أو الصلصالية تتميز بعدم مساميتها وصعوبة نفاذ الماء فيها.
تعاني التربة في ارض الصومال من مشاكل الجفاف المميت، وجرف التربة بالأمطار الغريزة السيلية، وبعوامل التعرية الهوائية، التي تعمل على مسح التربة، وإضعاف الإنتاج الحيواني والنباتي.
فيما يلي يتم عرض أهم أنواع التربة وخصائصها وهي كالآتي:
- تربة السهول الساحلية
- تربة رسوبية من جير ورمل
- تربة جيرية
- تربة بركانية
- تربة طينية سوداء

### تربة السهول الساحلية
تتمد تربة السهول الساحلية في نطاق السهول الساحلية على البحر الأحمر وخليج عدن والمحيط الهندي ، وهي في الغالب تربة رملية وحصوية عند أقدام الجبال والهضاب ودالات الأنهار المروحية، وغالبا تكون غير خصبة إلا في حالة وجود مجاري مائية دائمة . والاستغلال حاليا وقف على دالات الأنهار حيث أن التربة بها يتداخل فيها الطين فتكون أخصب نوعا ما كما هو الحال في منطقة واهن، وسهل زيلع .

### تربة رسوبية من جير ورمل
وقد تكون حمراء أو صفراء أو بيضاء، وهذه التربة هي أوسع أنواع التربة انتشارا في الصومال في السهول والهضاب على حد سواء، وبصفة خاصة في مناطق الخرسان النوبي .

### تربة جيرية
ولها انتشار كبير في النصف الشمالي من الصومال وتكون أكثر رملية في الغرب والجنوب الغربي . وحيث تقل نسبة الجير وتعتدل كمية الأمطار الساقطة ويكون هناك تدرج في المواد العضوية إذ تكون الأرض سهلة الصرف خصبة للإنتاج الكبير .

### تربة بركانية
وتكثر في المناطق التي تعرضت لحركات بركانية كما هو الحال في المناطق المنخفضة من الإقليم الشمالي، وخاصة في الجهات الغربية . وكذلك على طول أودية جوبا وشبيللي تنتشر تربة طينية من أصل بركاني منقولة بواسطة المياه أثناء الفيضانات العالية مكونة سهول فيضية على طول الأودية .

### تربة طينية
عند دالات الأنهار ووادي نهر جوبا وشبيللي، وهي أخصب المناطق من ناحية الإنتاج الزراعي للمحاصيل المختلطة.
وتعاني الصومال مشكلة جرف التربة بواسطة عوامل التعربية سواء الجوية أو المائية، وقلة الكساء النباتي، وميل السكان إلى قطع الأشجار من أجل التفحيم مما يعرض التربة للتحلل والجرف بواسطة عوامل التعرية. كما تعاني مشكلة نقص المواد العضوية وارتفاع نسبة الملوحة في عناصر التربة.

## الجيولوجيا المائية
يتركز أعلى نسبة للمياه الجوفية في المنطقة الشمالية الغربية للأراضي الصومالية وكذلك النسبة المتوسطة، وتكون قليلة في عدة مناطق منتشرة وتتركز في الجزء الجنوبي.
بالنسبة للطبقات الحاملة للمياة فإنها في المناطق البركانية تكون من المتوسط إلى القليل، وتتنوع في المناطق الرسوبية من منخفض إلى متوسط إلى عالي.

## النفط
تحتوي البلاد على صخور خزان مسامية وعالية النفاذية، كالتكوينات العدسية للصخور الكلسية والحجر الكلسي المرجاني، والصخر الرملي مظهرًا بذلك إمكانية لوجود صخور منشأ للنفط والغاز الطبيعي، ومصائد للنفط متعددة الأحجام.
يوجد في الصومال نحو 54 بئر من النفط تم حفرها كانت في غالبيتها آبار برية، بمعدل بئر لكل 10,000 كيلومتر مربع، وتلك كثافة ضئيلة نسبيًا لأعمال الحفر، وقد تمت ملاحظة ظهورات متعددة للنفط والغاز، ولكن لم يتحقق أي اكتشاف على مستوى تجاري. وقد تعرضت كافة أنشطة الاستكشاف للتوقف في الفترة 1977-1979. وبذلت الحكومة المزيد من الجهود لتتجدد أعمال الاستكشاف في عام 1978 عبر جذب شركات النفط الأجنبية، وبحلول عام 1979، لم تتحقق إلا نتائج هامشية لدى اثنتين من الشركات، واركو في حوض مدغ  وتكساكو في” لامو”، حيث تفاوضت كلا الشركتين مع الحكومة الصومالية للحصول على امتياز الاستكشاف والتنقيب كل على حدة في عام 1979.